# Arsita
Arsita é uma comuna italiana da região dos Abruzos, província de Teramo, com cerca de 967 habitantes. Estende-se por uma área de 34 km², tendo uma densidade populacional de 28 hab/km². Faz fronteira com Bisenti, Castel del Monte (AQ), Castelli, Farindola (PE), Penne (PE).

## Demografia
| Variação demográfica do município entre 1861 e 2011                               |
|                                                                                   |
| Fonte: Istituto Nazionale di Statistica (ISTAT) - Elaboração gráfica da Wikipedia |